# Heinrich von Aulock
Heinrich Leopold Sylvius Franz von Aulock (* 12. Juli 1824 in Ober-Seichwitz; † 5. März 1885 in Kostau) war ein deutscher Mediziner, Gutsbesitzer und Mitglied des deutschen Reichstags.

## Leben

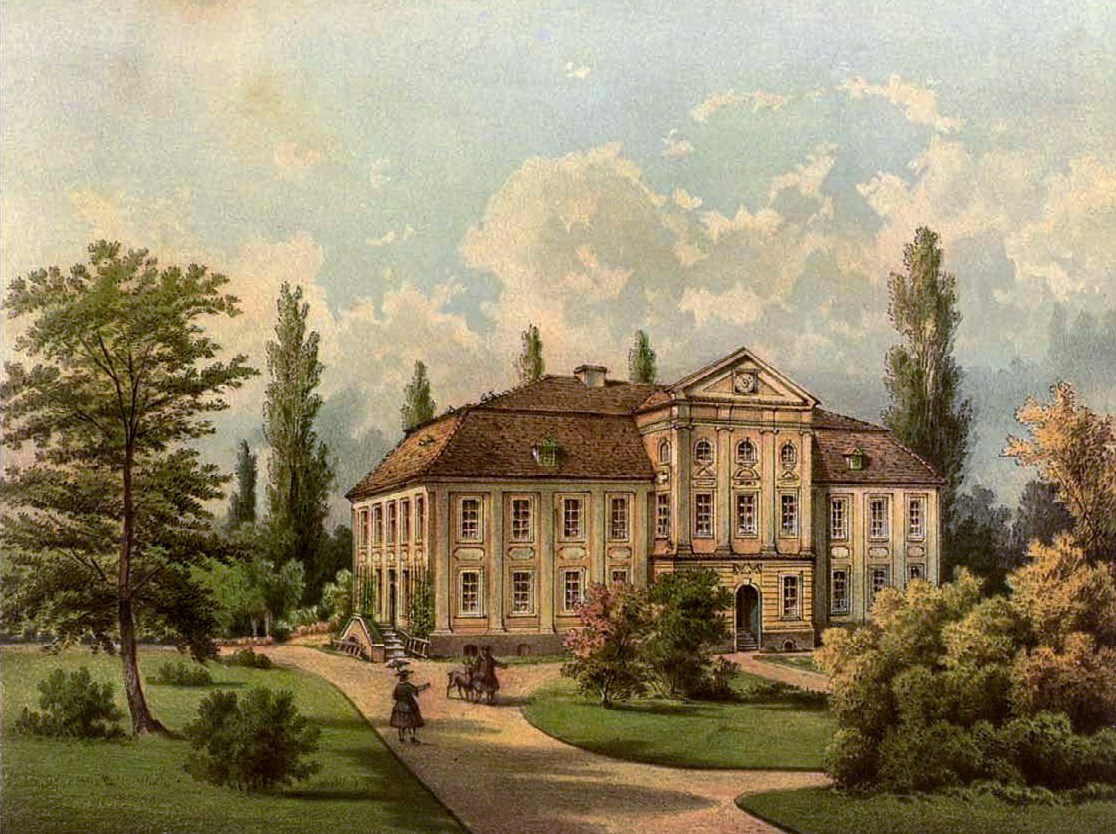
Schloss Kostau um 1860, Sammlung Alexander Duncker

Er stammte aus dem schlesischen Adelsgeschlecht von Aulock. Seine Eltern waren Hyacinth von Aulock (1790–1873) und dessen Ehefrau Karoline Adelheid von Sommoyi (* 8. September 1791; † 31. Mai 1863).
Aulock besuchte das Mathias-Gymnasium und die Universität in Breslau und war seit 1847 Landwirt auf seinen Gütern in Kostau und Kochelsdorf im Kreis Kreuzburg. Seit 1864 war er Landesältester bei der Breslau-Brieger Fürstentumslandschaft und seit 1874 für den Kreis Pitschen-Kreuzburg Amtsvorsteher.
Zwischen 1863 und 1870 und von 1882 bis zu seinem Tode war er Mitglied des Preußischen Abgeordnetenhauses und von 1881 bis 1882 des Deutschen Reichstages für die Deutsche Zentrumspartei und den Wahlkreis Regierungsbezirk Oppeln 1 (Kreuzburg, Rosenberg O.S.). Mit der Reichstagswahl 1881 begann ein ungewöhnliches Bündnis in diesem Wahlkreis. Dabei hatten Konservative und Zentrum vereinbart, die Landtagsmandate paritätisch zu teilen. Aulock hatte deshalb, nachdem er mehrere Male vergebens kandidiert hatte, bei der Wahl 1881 keinen konservativen Gegenkandidaten. Dafür versprach er, das Mandat nach einer erfolgreichen Kandidatur bei der Landtagswahl 1882 zurückzugeben, was er am 16. November 1882 auch tat. Dieses Bündnis hielt bis zum Ende der Monarchie. In einer Nachwahl wurde Christian Kraft zu Hohenlohe-Öhringen 1883 für ihn in den Reichstag gewählt.

### Familie
Er heiratete am 4. Oktober 1854 in Radau Elisabeth von Schmackowsky (* 21. Mai 1826; † 9. März 1913). Das Paar hatte mehrere Kinder:
- Karl Maria Ludwig Hyazinth Alexander Joseph Heinrich (* 20. Juli 1855; † 2. November 1902) ⚭ 1884 Johanna (Jenny) von Schickfus und Neudorff (* 11. März 1862; † 16. März 1900)
- Franz Borgias Maria Hyazinth Johannes Heinrich Edmund (* 10. Oktober 1856; † 19. März 1904) ⚭ 1886 Antonie Schoenheyder (* 21. September 1864; † 14. November 1950)
- Maria Hedwig Elisabeth Anna Josepha Karoline (* 14. Oktober 1857) ⚭ Eugen Johannes Joseph von Mitschke-Collande (1844–1903), Sohn von August von Mitschke-Collande
- Therese Maria Anna Hedwig Agnes (* 10. Januar 1861; † 1939) ⚭ 1883 Anton Karl Konrad Graf von Brzezie-Lanckoronski (* 10. August 1855; † 22. August 1926)
- Elisabeth Maria Anna Augustine Josephine Therese (* 5. November 1865; † 25. Februar 1946) ⚭ 1885 Emanuel (Emmo) Maria Viktor Adam Graf von Matuschka, Freiherr von Toppolczan und Spaetgen (* 3. August 1855; † 24. Februar 1941)